# 喜羊羊与灰太狼之牛气冲天
《喜羊羊与灰太狼之牛气冲天》是电视动画片《喜羊羊与灰太狼》的电影版，以happy牛year你最牛、拥抱春天为主题曲，亦是中国首部贺岁动画大片。于2009年1月16日公映。上映之后取得了不错的票房成绩。首日票房突破800万人民币，周末三天收获票房突破3,000万人民币，后创下超过8000万元的票房纪录，并参展东京国际动漫展。该片讲述的是喜羊羊一行人为了治疗村长坐骑老蜗牛而潜入老蜗牛身上消灭细菌的故事。该片首次出现了灰太狼的孩子小灰灰。而香港粵語版就於2009年8月27日公映。

## 简介
《喜羊羊与灰太狼之牛气冲天》是动画《喜羊羊与灰太狼》的电影。《牛气冲天》以家喻户晓、人见人爱的卡通剧《喜羊羊与灰太狼》为原型创作的动画电影，确实有点“牛”：50多家电视台播出几年来长盛不衰，老少咸宜，拥有众多铁杆“粉丝”， 屡获殊荣，成了获奖“专业户”； 该片由《喜羊羊与灰太狼》原班人马倾力打造，秉承其情节曲折、幽默风趣、老少咸宜的创作风格，故事引人，制作精美，专业经典。场景匪夷所思地从大家熟悉的“青青草原”移师蜗牛体内，把“羊与狼”都变成细菌大小，展示了蜗牛体内奇妙的微观世界，展开新一轮“羊与狼”新一轮斗智斗勇、有趣的欢乐故事。在电影里，除了“喜羊羊”和“灰太狼”两个主角外，还将深入到一个更复杂、想象力更丰富的世界，之所以叫《牛气冲天》，一方面因为明年是牛年，另一方面，就是这个故事的场景不再是电视版里那个青青草原的羊村，而会转移到一个蜗牛体内，所以才叫“牛气冲天”。 　　
电影版里，喜羊羊和灰太狼一开始还是单打独斗，但后来在羊村里发现了一只生病的蜗牛，羊羊们抢救蜗牛，慢羊羊村长准备用微缩喷雾把喜羊羊缩小，然后潜入到蜗牛体内给蜗牛治病，但这个计划被灰太狼知道，为了抓住喜羊羊，结果他也把自己缩小，潜入了蜗牛体内。喜羊羊和灰太狼都进入了蜗牛身体里后，才发现原来生病的蜗牛体内有很多细菌，里面正爆发着一场轰动的细菌大战，这些细菌也分成白色和黑色两派，最终，喜羊羊带领着白细菌，跟灰太狼带领的黑细菌展开了斗争。电影版的故事没有那么简单直白，到最后故事的主轴已经不是羊和狼，而是细菌。其实每个人体内都有很多细菌，黑白细菌的斗争，只是相互获得一个平衡，但他们之间还存在着一个黄细菌，这个黄细菌结合了黑白细菌的力量，所以更加强大，但同时，他又相当高傲，看不起所有人，所以剧情发展到最后，黄细菌就成了电影里最大的反派。至于喜羊羊和灰太狼，最终共同去对付这个更加可恶的黄细菌。 　　
赵导认为，剧情这样安排，其实是想突破电视版里单一的故事主轴，不再是围绕着羊和狼的斗争去展开。除了剧情上更加峰回路转外，从画面上，电影版也会更加精细，“我们保留了原著的形象，角色的样子大家一眼就能认出来，但在细节方面会增添很多笔画，譬如喜羊羊会穿上一些特别的装备，有不同的造型，场景上也凸现画工的精细，会有更复杂的一些画面出现。” 　　新浪娱乐讯 上海文广新闻传媒集团(SMG)今日举行记者招待会宣布，由其联合广东原创动力文化传播有限公司、北京优扬文化传媒有限公司共同出品的动画影片《喜羊羊与灰太狼之牛气冲天》将于2009年春节前后正式公映，这也将是国产动画影片首次冲击贺岁档。

### 人物
- 喜羊羊：机智、勇敢、乐观，永远带着微笑，也是族群里跑得最快的羊，每次都识破灰太狼的阴谋诡计、拯救了羊羊族群的生命，是羊氏部落的小英雄。
- 美羊羊：爱美、爱打扮、心灵手巧，能用任何东西编织出能用来打扮的饰物。还是营养学家、美容师、模特儿、服装师......一切与“美”有关的，她都非常精通。在羊村里最受羊仔们欢迎，是大家跟风学习模仿的对象。
- 懒羊羊：青青草原上最笨的一只小肥羊，因为笨拙，总是被灰太狼捉。但他有非常好的运气和巨大的潜力，总会被救走。他最喜欢睡觉和吃零食。
- 沸羊羊：最健壮的羊，也是最鲁莽的一只羊，最喜欢的事是健身。迷恋美羊羊。无论对什么羊都是看不顺眼，经常是板着脸孔，一副很酷的样子，对所有事情总是持反对意见。以为自己英伟不凡，天下无敌，其实什么都无能为力。
- 慢羊羊：羊部落中最年长的长者，博览群书，平时最爱搞搞小发明小创造，是个乌龙发明家。发明时往往害得自己吃尽苦头，但危急時发明的东西又能派上用场，但是因为年纪老，每个行地动都慢吞吞，把身旁的羊急死。
- 暖羊羊：大肥羊学校新来的转学生，个性温驯、友善、有一副菩萨心肠，认为世上没有坏人，所以从不随便伤害任何人，包括一草一木，甚至是灰太狼。可是她力大无穷，难以控制，往往只是轻轻拍拍肩膀，便可将对方拍扁。越想表示友好，越容易伤害旁人-----令她十分苦恼。
- 灰太狼：灰太狼是雄性大灰狼，住在草原边上的树林，梦想是捉到小羊们，办全羊宴。为了实现梦想，灰太狼经常研制各种由发明对付小羊们，但是由于小羊们非常机智聪明，他从来没有得逞。灰太狼对于小羊们是个大反派，不过在家是个好好先生，对于暴力倾向的老婆红太狼总是抱以忍让的态度，对于自己的小狼宝宝也是非常宠爱，是个好狼爸爸。灰太狼虽然是个反派角色，但是却有着自己可爱的一面。

- 小灰灰：小灰灰是一个十分温驯、可爱的狼宝宝。是剧场版的新人物，一直吊着一个奶嘴，由于狼爸爸——灰太狼总是不能捉到羊，所以一直以来都只能喝奶，在危机时刻被喜羊羊所救。剧中小狼宝宝也为动画片增色不少。

- 红太狼：红太狼是灰太狼的老婆，和灰太狼一一起住在狼堡里。她非常爱打扮，总是指派灰太狼去捉羊。必杀是“千手平底锅”，在以往的动画片中总是对灰太狼暴力相加的她，在剧场版中露出了柔情的一面！对于自己的狼宝宝小灰灰非常疼爱。

- 咚咚锵：给人感觉浑浑噩噩毫无人生目标，胆小怕事，但内心善良，爱耍小聪明逃避问题，人生最大的目标就是找回自己的父母。最不能忍受别人叫他“野种”，但又不敢反抗。最后黑白牛国的矛盾化解，和哥哥澎恰恰一起开心的生活。
- 嘭恰恰：因为小时候受尽歧视，所以当他成为首领时，更变本加厉的报复大家，要统治整个蜗牛世界，最不能忍受别人叫他“野种”。最后被软绵绵村长的一席话教育的茅塞顿开，终于放下了恩怨。
- 老爸：咚咚锵的父亲。
- 白牛士兵：白牛大王的士兵。

- 白牛大王：头脑简单的武力崇尚者，有勇无谋，凡事喜欢硬来，暴躁，固执，不讲道理，一意孤行，做事冲动，想到什么就会立即去做，常常会不切实际的定下超前目标，然后不惜一切代价的去完成它，他的这一性格常常导致他做事本末倒置。他还拥有一个良好的作风，就是今天的事一定要今天完成。

- 黑牛大王：性格阴险狡猾，野心勃勃，喜欢利用别人，口头禅是“明天怎样怎样”。然而到了第二天就将许诺过的话忘得一干二净。非常容易承诺别人，也非常容易忘记自己的承诺，一旦被别人追问时还会矢口抵赖，相当没有信用可言。

- 黑牛士兵：黑牛大王的士兵。

- 老妈：咚咚锵和嘭恰恰的母亲。

- 黄牛士兵：嘭恰恰的黄细菌。

## 配音演员

### 国语版
- 阿牛——白牛国王
- 毛方圆——黑牛国王
- 陈泽宇——咚咚锵
- 巫迪文——黑牛队长
- 钟凯——寄生牛
- 祖丽晴——喜羊羊
- 邓玉婷——美羊羊
- 梁颖——懒羊羊
- 刘红韵——沸羊羊
- 高全胜——慢羊羊
- 张琳——灰太狼
- 邓玉婷——嘭恰恰
- 赵娜——红太狼
- 邓玉婷——暖羊羊
- 李团——软绵绵
- 梁颖——小灰灰

### 粤语版
- 林峯——喜羊羊
- 徐子珊——美羊羊
- 曾婉卿——暖羊羊
- 黃宗澤——灰太狼
- 阿牛——白牛國王
- 巫迪文--白牛隊長
- 陳安瑩--咚咚锵
- 简耀宗——寄生牛
- 周永光--黑牛國王
- 巫迪文--黑牛隊長
- 麥長青——嘭恰恰
- 韋啟良--蝸牛
- 彭慧敏(Jasmine)@J.O.Y.--懶羊羊
- 簡慧軒(Jay)@J.O.Y.--沸羊羊
- 韋啟良(Tomy)@J.O.Y.--慢羊羊(村長)
- 邓荣汞--软绵绵
- 梁慧恩--紅太狼
- 陳逸寧--小灰灰

## 作品的變遷
| 廣東原創動力文化傳播有限公司 | 廣東原創動力文化傳播有限公司          | 廣東原創動力文化傳播有限公司 |
| ---------------------------- | ------------------------------------- | ---------------------------- |
|                              | 喜羊羊與灰太狼之牛氣冲天 (2009.01.16) |                              |
| —                            | 喜羊羊與灰太狼之虎虎生威 (2010.01.29) |                              |

## 外部連結
- 豆瓣电影上《喜羊羊与灰太狼之牛气冲天》的資料 （简体中文）
- 1905电影网上《喜羊羊与灰太狼之牛气冲天》的资料（简体中文）
- 时光网上《喜羊羊与灰太狼之牛气冲天》的資料（简体中文）
- 互联网电影数据库（IMDb）上《喜羊羊与灰太狼之牛气冲天》的资料（英文）
- Box Office Mojo上《喜羊羊与灰太狼之牛气冲天》的資料（英文）